# Darurejo
Darurejo is een bestuurslaag in het regentschap Jombang van de provincie Oost-Java, Indonesië. Darurejo telt 4628 inwoners (volkstelling 2010).